# Plataforma Logística da Guarda
A Plataforma logística de Iniciativa Empresarial da Guarda, mais conhecida pelo acrónimo PLIE, foi formalmente assinada em Outubro de 2002. Considerada pioneira em Portugal, por possuir as vertentes de serviços, logística e indústria, apenas existe em Portugal uma outra plataforma semelhante, a Tagus Park, em Oeiras, mas que funciona apenas com as áreas de serviços e tecnologias.

## Localização
A Plataforma logística de Iniciativa Empresarial da Guarda tem a sua implementação prevista numa zona de excelentes acessos, na Quinta dos Coviais de Baixo, perto da aldeia da Gata, a sudeste da área envolvente da cidade da Guarda.
Com uma área total de 96ha encontra-se situada num excelente enquadramento paisagístico e ambiental.

### Acessibilidades
- E.M. 531 que liga a Guarda > Sabugal, distando cerca de 5 km do centro da Cidade
- 1,5 km do nó rodoviário da autoestrada A23 / Guarda (Sul)
- 3 km do nó rodoviário das autoestrada A23 / A25
- Proximidade do nó ferroviário Linha da Beira Alta / Linha da Beira Baixa
Está servida pela VICEG (Via de Cintura Externa da Guarda), com ligação à A25 e A23, prevendo-se posterior utilização da linha-férrea.

## Participações
Na sociedade têm participação, para além da Câmara Municipal da Guarda, o Núcleo Empresarial da Região da Guarda (NERGA), a Associação Comercial da Guarda (ACG), o Grupo Joalto, o Grupo Luís Simões, a empresa guardense Gonçalves e Gonçalves, a empresa senense Manuel Rodrigues Gouveia, entre outros.
Município da Guarda: 37 %
Sociedade Geral: 14 %
Gonçalves & Gonçalves: 10 %
Grupo Luís Simões: 10 %
Grupo Joalto: 10 %
Grupo Mota – Engil: 10 %
Manuel Rodrigues Gouveia: 5 %
ACG: 1 %
NERGA: 1 %
Ecosoros: 1 %
ServiHomem: 1 %

## Eixos Orientadores / Potenciadores do Projecto

### Área Logística Regional
Espaço privilegiado de operadores logísticos e de transporte afirmando-se como uma plataforma aberta:
- Rede de Armazenagem;
- Gestão de Transportes;
- Distribuição;
- Processamento (agregação e desagregação) de cargas;
- Terminal multi-modal rodo – ferroviário;

### Área de Localização Empresarial
Espaço ordenado e competitivo com capacidade de atrair actividades industriais:
- Interacção económica;
- Actividades de montagem e distribuição;
- Cooperação empresarial;

### Centro de serviços de suporte
Espaço dedicado a fornecer uma gama de serviços de suporte à actividade económica:
- Abastecimento de combustível;
- Apoio logístico e institucional;
- Manutenção e reparação;
- Espaço equipado para reuniões e conferências;
- Hotelaria e restauração;
- Parque de veículos;
- Outros serviços (postais, bancários,…)

### Espaço dedicado às T.I.C.
Espaço de afirmação da "sociedade da informação", mobilizando e difundindo as T.I.C. (Tecnologias da Informação e Comunicação):
- Atracção de empresas de maior intensidade tecnológica
- Fornecimento às empresas, de capacidades tecnológicas e de telecomunicações aplicadas à Logística e à Indústria
- Criação de um Centro de Investigação, com protocolos de colaboração com Instituições Universitárias (portuguesas e espanholas) que fomente estudos nas áreas da Logística e de estudos ibéricos de interesse sectorial e regional

## Objectivos
A PLIE pretende dinamizar a economia regional, atrair fluxos e investimentos no âmbito industrial, pretende também expandir a Espanha os actuais hinterlands portuários. Devido às suas características inovadoras e modernas visa disponibilizar, a preços competitivos, um espaço inovador, transformando a actual periferia numa nova centralidade logística, fornecendo uma grande variedade de serviços, apostando na qualidade desses mesmos serviços proporcionando também a colaboração entre o sector público e privado, criando valor, gerando investimento e potenciando emprego, criando condições ao desenvolvimento empresarial, e contribuindo para uma integração das duas economias ibéricas.
Tendo em consideração a importância desta infra-estrutura, quer a nível regional como nacional, a PLIE insere-se na Rede Nacional de Plataformas Logísticas.